# Estación San Andrés
San Andrés es una estación ferroviaria ubicada en el partido de General San Martín, Provincia de Buenos Aires, Argentina. 

## Ubicación
Se encuentra compartida por la localidad de  Villa San Andrés, al sur, y las localidades de Villa Marqués y Villa Parque San Lorenzo, al norte.

## Servicios
Es una estación intermedia del servicio eléctrico metropolitano de la Línea Mitre que se presta entre las estaciones Retiro y José León Suárez.

## Toponimia
Debe su nombre al San Andrés Golf Club, el más antiguo del país, fundado en 1907.